# Dolina Hula
Dolina Hula (hebrejsko עמק החולה, translit. Emek Ha-Ḥula; tudi transliterirano kot dolina Huleh) je kmetijska regija na severu Izraela z obilico sladke vode, ki je bila v preteklosti jezero Hula. Je glavni postanek za ptice, ki selijo po sirsko-afriški riftni dolini med Afriko, Evropo in Azijo. Jezero Hula in močvirje, ki ga obdaja, sta bila gnezdišče komarjev, ki so prenašali malarijo, zato so jih izsušili v 1950-ih letih. Manjši del doline je bil pozneje ponovno poplavljen v poskusu oživitve skoraj izumrlega ekosistema. Približno 500 milijonov ptic selivk zdaj vsako leto preide skozi dolino Hula.

## Etomologija
Jezero Hula se je v zgodovini različno imenovalo. Egipčani so v 14. stoletju pred našim štetjem poimenovali jezero Samchuna, hebrejska Biblija pa Merom. V 1. stoletju pred našim štetjem ga je judovsko-rimski zgodovinar Jožef Flavij poimenoval Semechonitis (starogrško Σημεχωνίτις), John Lightfoot (29. marec 1602 – 6. december 1675, angleški cerkovnik, rabinski učenjak, podpredsednik univerze v Cambridgeu in mojster St. Catharine's College, Cambridge) pa ga je napisal kot Samochonitis , medtem ko ga v Talmudu imenujejo Yam Sumchi - tj. Morje Sumchi. Trenutno se jezero imenuje Buheirat el Huleh v arabščini in Agam ha-Hula v hebrejščini, ki izhaja iz aramejščine za Hulate ali Ulate. Ime Meromske vode se je včasih uporabljalo v znanstveni literaturi, čeprav se ta izraz nanaša natančno na izvire na zahodni strani doline.

## Geografija
Dolina Hula leži v severnem delu sirsko-afriške riftne doline na nadmorski višini približno 70 metrov in obsega površino 177 kvadratnih kilometrov (25 x 6–8 km). Obe strani doline sta strmi pobočji: Golansko višavje proti vzhodu in Zgornje Galilejske Naftali gore na zahodu se dvigajo na 400 do 900 metrov nadmorske višine. Bazaltni hribi na približno 200 metrih nadmorske višine vzdolž južne strani doline prestrežejo reko Jordan in jih običajno imenujejo bazaltni 'čep', blok Korazim ali planota Korazim (dejansko začasna geološka spodnja meja procesa erozije), omejujejo odtok vode navzdol v Galilejsko jezero.
Dolina Hula ima mediteransko podnebje, vroča suha poletja in hladne deževne zime, čeprav njeno zaprtje med dve gorski območji vodi do bolj ekstremnih sezonskih in dnevnih temperaturnih nihanj kot v obalnih območjih. Letne količine padavin se med različnimi deli doline močno razlikujejo in znašajo od približno 400 milimetrov na jugu do največ 800 milimetrov na severu doline. Več kot 1500 milimetrov padavin pade na pogorje Hermon, le nekaj kilometrov severno od doline, večinoma v obliki snega, ki napaja podzemne izvire, vključno z izviri reke Jordan, ki na koncu teče skozi dolino. V vetrovnem režimu pozimi prevladujejo regionalni vzorci, občasne močne severovzhodne nevihte so v arabščini znane kot Sharkiyah.

## Zgodovina
Pred izsuševanjem v začetku 1950-ih let je bilo jezero Hula dolgo 5,3 kilometra in široko 4,4 kilometra, razprostiralo se je na 12-14 kvadratnih kilometrih. Poleti je bilo globoko približno meter in pol, pozimi pa 3 m. Močvirno jezero se je napajalo s številnimi potoki. Jezero je pritegnilo človeška naselja že od zgodnje prazgodovine. Paleolitske arheološke ostanke so našli v bližini mostu Bnot Yaakov ("Hčere Jakobove") na južnem koncu doline. Prvo stalno naselje, ki je bilo odkrito v dolini je Enan (Mallaha) in je izpred 9.000–10.000 let.
Dolina Hula je bila glavno križišče na pomembni trgovski poti, ki je povezovala veliko trgovsko središče Damask z vzhodno sredozemsko obalo in Egiptom. V času bronaste dobe pred približno 4.000 leti sta bili na ključnih lokacijah na tej poti zgrajeni mesti Hazor in Laiš. V nekem trenutku je to območje postalo pod izraelskim nadzorom, dokler ga asirske vojske Tiglata-Pileserja III. niso zajele, njegove prebivalce pa so pregnali. Biblija beleži Meromske vode, jezero v dolini, kot mesto zmage Jošua nad Kanaanci.
V celotnem helenističnem, rimskem, bizantinskem in zgodnjem arabskem obdobju (od 4. stoletja pred našim štetjem do 8. stoletja našega štetja) je bilo podeželsko naselje v dolini Hula stalno. V času Selevkidskega cesarstva je bilo na obali jezera ustanovljeno mesto Seleucia Samulias.
Tradicionalni posevki so bili riž (že v helenističnem obdobju), bombaž in sladkorni trs (ki so ga Arabci prinesli po osvojitvi leta 636), sirek in koruza (prinesena po odkritju Amerik). Vodni bivoli so bili uvedeni v 8. stoletju, za oskrbo z mlekom in so služili kot tovorne živali.
V 19. stoletju so dolino, v glavnem močvirnato zemljo in plitvo jezero, naselili Ghawaraneh beduini , ki so tkali preproge iz papirjevca (Cyperus papyrus), s katerim so gradili tudi svoje domove. Johna MacGregorja, viktorijanskega avanturista, je zajel z njegovim čolnom "Rob Roy", temnopolti beduin, ki je živel v barju Hula. Bil je odgovoren za prve moderne zemljevide območja. Stopnja umrljivosti je bila zaradi širjenja malarije zelo visoka. Leta 1882 je popotnik zapisal, da je regija »med najboljšimi lovišči v Siriji«, kjer domujejo panterji, leopardi, medvedi, divje svinje, volkovi, lisice, šakali, hijene, gazele in vidre«. Med drugo svetovno vojno so častniki britanske vojske pisali o tamkajšnjih lovih na ptice.
Leta 1908 je osmanska vlada francoski družbi podelila koncesijo za izsušitev močvirja, ki ga je prodala libanonskim gospodarstvenikom. Leta 1933, med britanskim mandatom, je palestinska družba za razvoj zemljišč prevzela to koncesijo in pripravila načrte za izsuševanje in namakanje doline in na območje pripeljala znanstvene odprave.
Obiskovalec območja je 1930-ih poročal, da so vasi na tem območju nabirale papirus za tkanje. Uporabili so dva različna sloga statev: eden za fine preproge za notranjo uporabo in drugi za izdelavo daljših, grobih preprog, ki so bile uporabljene za gradnjo koč in zaklonišč. 
Prvo moderno judovsko naselje v dolini Hula, Yesud HaMa'ala na zahodni obali jezera, je bilo ustanovljeno leta 1883 med prvo Aliyah. Leta 1948 je bilo v dolini Hula 35 vasi, 12 judovskih in 23 arabskih .
- Stavbe okoli 1885
- Klinika za malarijo, 1938
(Dr. Gideon Mer v sredini)
- Ribič v jezeru Hula
ca. 1943
- Al-Salihiyya okoli 1936. Ženska tke papirusno preprogo
- Afriški bivol se namaka v blatni kotanji, 1946

## Izsuševanje močvirja
Operacije izsuševanja, ki jih je izvedel Židovski nacionalni sklad (JNF), so se začele leta 1951, zaključile pa do leta 1958. Dosegli so ga z dvema glavnima inženirskima operacijama: poglobitev in širitev reke Jordan navzdol in dva na novo izkopana obrobna kanala, ki preusmerita Jordan na severu doline. Izsušitev je povzročila izumrtje edinstvene endemske favne jezera, vključno z ribami  cyprinidae Acanthobrama hulensis in ciklidi (Tristramella intermedia).
Čeprav je bil takrat to velik nacionalni dosežek za Izrael, je s prihodom sodobnega okoljskega gibanja postalo očitno, da je preoblikovanje močvirja v kmetijsko zemljišče prineslo znatne kompromise in vplivalo na ekosistem, ki ga niso zaznali v prvi polovici 20. stoletja, ko je bila glavna skrb zmanjšanje komarjev, ki so prenašali malarijo in izboljšanje ekonomske produktivnosti. Leta 1963 je bilo na jugozahodu doline poustvarjeno majhno (3,50 km²) območje papirusovega močvirja, postavljeno kot prvi naravni rezervat v državi. Skrb zaradi izsuševanja Hule je bila spodbuda za ustanovitev Društva za varstvo narave v Izraelu.
Izsuševanje Hule se je izkazalo za mešan blagoslov. Voda, onesnažena s kemičnimi gnojili, je začela pritekati v jezero Kinneret (Galilejsko jezero), kar je znižalo kakovost vode. Zemljo so v dolini odpihnili močni vetrovi, šota izsušenega močvirja pa se je spontano vžgala, kar je povzročilo podzemne požare, ki jih je bilo težko pogasiti. Sčasoma se je del doline spremenil nazaj v habitat mokrišč.

## Naravni rezervat Hula
Delo številnih znanstvenikov in ljubiteljev narave je omogočilo ohranitev vsaj manjšega dela vlažnih območij Hula in leta 1964 je bil uradno odprt Naravni rezervat Hula. Naravni rezervat Hula je v Ramsarski konvenciji o mokriščih naveden kot mokrišče mednarodnega pomena .

## Park jezero Hula
Park jezero Hula, ki je v hebrejščini znan kot Agmon HaHula (hebrejsko אגמון החולה), je v južnem delu doline Hula, severno od naravnega rezervata in ločen od njega. Ustanovljen je bil kot del sanacijskega projekta JNF. V začetku 1990-ih je del doline zaradi močnega deževja spet poplavilo. Odločeno je bilo razviti okolico in poplavljeno območje pustiti nedotaknjeno. Novo mesto je postalo drugi dom za tisoče ptic selivk jeseni in spomladi. Jezero zajema površino enega kvadratnega kilometra, prepleteno z otoki, ki služijo kot zaščitena mesta za gnezdenje ptic. Postalo je veliko počivališče za selitev ptic, ki letijo iz Evrope v Afriko in nazaj in tudi glavno mesto za opazovanje ptic. Leta 2011 so izraelski ornitologi potrdili, da je jezero Hula kraj postanka za več deset tisoč žerjavov, ki se vsako zimo selijo iz Finske v Etiopijo. V Izraelu so kmetje namenili hrano, da jim ne bi poškodovali pridelkov v bližini jezera. 

## Vrnitev Hula pisane žabe
Novembra 2011 se je Hula pisana žaba (Latonia nigriventer), ki jo je IUCN leta 1996 razvrstila kot izumrlo kot rezultat izsuševanja močvirja, ponovno pojavila. Ponovni pojav je potrdila izraelska uprava za naravo in parke. Od odkritja prvega primerka so našli vsaj še deset, vse na istem območju. IUCN je zato vrsto razvrstil med kritično ogrožene. 

## Arheologija
Arheološke ugotovitve leta 2009 kažejo, da so hominidi, ki so naselili to območje, izkoriščali ribe v jezeru Hula. Analiza ostankov rib, ki so jih odkrili v arheološkem najdišču Gesher Benot Ya'aqov, je pokazala, da so izkoristili široko paleto rib, vključno s somom, tilapijo in krapi. Nekateri krapi so bili dolgi več kot meter. Na mestu so odkrili tudi orodje za prižiganje ognja in trenje oreškov. 

## Kultura
Decembra 2007 je Izrael izdal nabor treh znamk z naravnim rezervatom Hula. 